# 鉴真佛教学院
鉴真佛教学院位于中国江苏省扬州市平山路9号，成立于2011年，是一所“培养通晓英语、日语等外语的佛教国际交流人才”的佛教学院。

## 沿革
该校于2003年由国家宗教事务局批准筹备，2011年3月23日国家宗教事务局《关于同意鉴真佛教学院正式设立的批复》正式批复设立。学院以中国唐朝高僧鉴真的法号命名。该学院由江苏省佛教协会主办， 江苏省宗教事务局负责该学院的行政管理以及监督。

## 学制
该学院为高等佛教院校，成立初期学制定为4年，学历为本科（佛教界内部有效），招生规模暂定为100人，面向全国招生，暂时不招收居士。

## 历任院长
- 释无相（2011年-2018年）